# Programowanie hybrydowe
Programowanie hybrydowe, także: programowanie mieszane, programowanie wielojęzykowe – kodowanie (programowanie) określonego algorytmu w dwóch lub większej liczbie języków programowania.

## Cel stosowania programowania hybrydowego
Praktyczne wykorzystanie programowania hybrydowego może wynikać z:
- potrzeby optymalizacji części kodu, szczególnie w odniesieniu do wybranych, newralgicznych części algorytmu,
- wyrażenia określonej części algorytmu przy pomocy języka (systemu programowania) najlepiej predysponowanego do rozwiązania określonego problemu,
- możliwości wykorzystania istniejącego dla określonego zadania, już opracowanego kodu, w innym języku, niż zasadniczy program,
- pisania programu przez grupę programistów specjalizujących się w różnych językach programowania,

## Typy programowania hybrydowego
Programowanie hybrydowe może być realizowane poprzez:
- kodowanie określonych wyodrębnionych części – bloków (np. modułów, bibliotek, podprogramów, pakietów itp.) w różnych językach konsolidacji poszczególnych części w jeden program,
- pisanie jednego wspólnego kodu źródłowego (tekstu programu) w różnych językach programowania.

Ten drugi przypadek najczęściej dotyczy:
- połączenia jednego z języków wysokiego poziomu z kodem:
  - asemblera
  - maszynowym
- połączenia kilku języków skryptowych (np. JavaScript, PHP itp.).

## Różne przypadki szczególne

### Turbo Pascal7.0
W Turbo Pascalu istnieje możliwość programowania:
- Pascal-asembler
- Pascal-język maszynowy.

Oczywiście istnieje możliwość włączania skompilowanych podprogramów napisanych w innych językach, lecz wymaga to odpowiedniego przygotowania bloku w innym języku (zobacz dalej: Turbo C).
Składnia:
- język maszynowy – inline
  - jako samodzielna instrukcja strukturalna w ciągu instrukcji Pascal-owych

```
 
inline
(
kod_maszynowy_1
/
kod_maszynowy_2
/

   …
/
kod_maszynowy_n
);
```

- - jako podprogram

```
 
procedure
 | 
function
 
nagłówek
; 
inline
(
kod_maszynowy_1
/
kod_maszynowy_2
/

   …
/
kod_maszynowy_n
);
```

- asembler
  - jako samodzielna instrukcja strukturalna w ciągu instrukcji Pascal-owych

```
 
asm

   
kod-asemblera

 
end
;
```

- - jako podprogram

```
 
procedure
 | 
function
 
nagłówek
; 
asembler
;
   
asm

     
kod-asemblera

   
end
;
```

- podprogramy zewnętrzne (wymagana deklaracja – prototyp z atrybutem external)

```
 {$
L
 
nazwa_pliku_obj
}
 
procedure
 | 
function
 
nagłówek
; 
external
;
```

### Turbo C
Składnia:
- asembler

```
 
asm
 
instr-asemblera-1
;
 
asm
 
instr-asemblera-2
;
 …
 
asm
 
instr-asemblera-n
;
```

- definiowanie funkcji do wykorzystania w Pascalu

```
 
typ
 
pascal
 
nazwa
(
parametry
);
   { 
body
 }
```

Powyższe zastosowanie odpowiedniego modyfikatora (“pascal”) powoduje zmianę sposobu kompilacji funkcji:
| system programowania                       | Turbo C                             | Turbo Pascal                        |
| modyfikator w Turbo C                      | cdecl                               | pascal                              |
| ------------------------------------------ | ----------------------------------- | ----------------------------------- |
| odkładanie argumentów na stos              | od prawej do lewej                  | od lewej do prawej                  |
| zdejmowanie argumentów ze stosu            | funkcja wywołująca                  | funkcja wywoływana                  |
| nazwa funkcji przekazywana konsolidatorowi | poprzedzona znakiem pokreślenia "_" | nie poprzedzona znakiem pokreślenia |
| nazwa funkcji                              | bez zmian                           | zmiana małych liter na wielkie      |

### FORTH
Zwykle w konkretnej implementacji tego języka zdefiniowany jest podsłownik ASSEMBLER, zawierający definicję słów stanowiących odpowiedniki mnemoników rozkazów i rejestrów danego procesora. Specyfika i rozszerzalność języka FORTH umożliwia definiowanie asemblerów wewnętrznych przez programistę, jak również dzięki specjalnym słowom podstawowym (predefiniowanym) wprowadzania wprost kodów maszynowych do kodu źródłowego języka FORTH. Można również tak zdefiniować rozkazy asemblera, aby dowolnie przełączać rozkazy asemblera i słowa języka wysokiego poziomu.

### PHP, JavaScript i inne
Współcześnie szeroko stosowane jest programowanie hybrydowe w zastosowaniach internetowych, w których wykorzystuje się języki skryptowe takie jak JavaScript, PHP, Python i inne.